# Norman Girigorie
Norman Gudelio Girigorie (Santa Maria, 17 april 1950) is een voormalig Curaçaos politicus. Voor de partij Pueblo Soberano was hij korte tijd minister van Bestuur, Planning en Dienstverlening in het kabinet-Schotte.
Girigorie volgde de MULO en had daarna een groot aantal banen. Tijdens zijn ministerschap was hij bezig met een bachelor-opleiding Business Administration. Nadat hij naar eigen zeggen geraakt was door een gastspreker op een bijeenkomst van de Partido MAN, richtte hij in 2005 de beweging Kara (Kambio Rapido) op. Later ging deze beweging op in de politieke partij Pueblo Soberano. Bij de Eilandsraadverkiezingen van 2007 stond hij tiende op de lijst van PS, bij de Statenverkiezingen van 2010 negende en bij de Eilandsraadverkiezingen van 2010 zevende. Na de onafhankelijkheid van Curaçao op 10 oktober 2010 werd Girigorie minister van Bestuur, Planning en Dienstverlening in het eerste kabinet van Curaçao, dat van premier Schotte.
Al binnen drie maanden trad Girigorie af. De reden van zijn vertrek is nooit duidelijk geworden, al gaf Girigorie in een interview aan dat een deel van de partij het niet eens was met een deel van de beslissingen die hij als minister nam. Ook verweet Girigorie zijn partij dat er onterechte geruchten verspreid werden over zijn gezondheid. Girigorie brak na zijn vertrek ook met Pueblo Soberano. Na zijn aftreden werkte hij nog kort voor de olieraffinaderij op Isla, waarna hij met pensioen ging. Hij kondigde aan niet meer terug te zullen keren in de politiek.
Girigorie werd als minister opgevolgd door Lia Willems-Martina.